# Lynyrd Skynyrd
I Lynyrd Skynyrd (pronuncia [ˈlɛnərd ˈskɪnərd]) sono un gruppo musicale statunitense formatasi nel 1964 a Jacksonville, in Florida, esponente del Southern rock.
I Lynyrd Skynyrd sono uno dei gruppi statunitensi più famosi al mondo e sono spesso considerati tra i più influenti gruppi della storia del rock. Sono conosciuti anche per il loro singolo di successo Sweet Home Alabama, considerato uno dei più importanti e popolari brani di sempre.
La band acquistò importanza durante gli anni settanta, capeggiata dal cantante e principale autore dei testi Ronnie Van Zant, fino alla sua morte avvenuta in un incidente aereo nel 1977 assieme ad altri due componenti della band: il chitarrista e cantante Steve Gaines e sua sorella, la corista Cassie Gaines. I restanti membri si riunirono nel 1987 per un tour commemorativo durante il quale il posto di cantante e frontman fu rivestito da Johnny Van Zant, fratello di Ronnie. Da allora la band continua a fare tour e a registrare.
A partire dalla morte di Gary Rossington nel 2023, nessuno dei membri fondatori è più in vita e della formazione "pre-reunion" è rimasto solamente Rickey Medlocke, che aveva fatto parte della band nel biennio 1970-71 in qualità di batterista e cantante rientrandovi poi nel 1997 come chitarrista.
Il gruppo è stato inserito nella prestigiosa Rock and Roll Hall of Fame il 13 marzo 2006, ed è stato anche inserito nella lista dei 100 migliori artisti secondo Rolling Stone
Al 2024, la band ha venduto più di 40 milioni di copie in tutto il mondo, di cui 28 milioni negli Stati Uniti.

## Storia

### I primi anni
Nell'estate del 1964, gli amici adolescenti Ronnie Van Zant, Allen Collins e Gary Rossington, formarono il gruppo "The Noble Five", che poi cambiò nome nel 1965 in "My Backyard", quando gli altri membri del gruppo, Larry Junstrom e Bob Burns, si trasferirono a Jacksonville, Florida. Le loro prime influenze appartenevano alla British invasion come Free, The Yardbirds, The Rolling Stones e The Beatles, così come al blues del sud e al country & western music degli Allman Brothers. Nel 1968, il gruppo vinse un concorso tra band locali e con il premio in denaro registrarono le canzoni Need All My Friends e Michelle, singolo di debutto uscito con l'etichetta locale Shade Tree Records. Si guadagnarono inoltre la possibilità di aprire molti concerti per la band californiana di rock psichedelico Strawberry Alarm Clock.

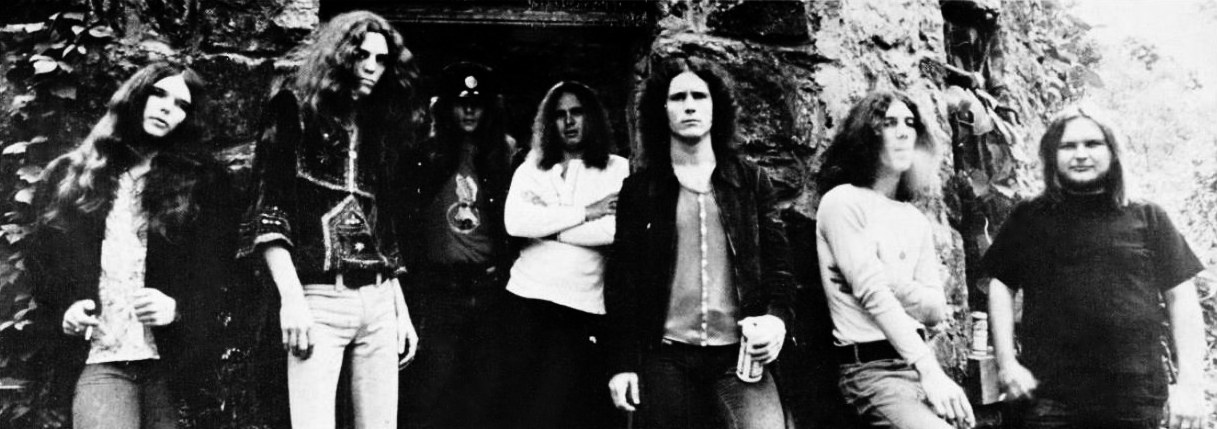
La band nel 1973

Nel 1970 Van Zant volle scegliere un nuovo nome per il gruppo. Furono presi in considerazione "One Percent" e "The Noble Five" prima che il gruppo optasse per "Leonard Skinnerd", un omaggio ironico a Leonard Skinner, un insegnante di educazione fisica alla Robert E. Lee High School noto per essere un attivo sostenitore dalla politica repressiva contro la moda maschile dei capelli lunghi, deceduto nel 2010.
Nonostante la conflittualità dei loro rapporti al liceo, i membri della band svilupparono negli anni successivi un rapporto amichevole con Skinner e lo invitarono a presentarli in un concerto al Memorial Coliseum di Jacksonville.
A metà del 1970, la band iniziò un periodo di prove continue presso la "Hell House", una fattoria isolata a Green Cove Springs (Florida), cittadina nei dintorni di Jacksonville per Alan Walden, che in seguito sarebbe diventato il loro manager per la neonata Hustler's Inc fino al 1974, quando la gestione passò a Pete Rudge. In questo periodo Billy Powell si unì al gruppo come tastierista.
I Lynyrd Skynyrd continuarono a suonare in giro per il sud degli States nei primi anni settanta, costruendo il proprio rock blues, duro e potente come la propria immagine.

### Gli anni d'oro (1973-1977)
Van Zant sposò la propria fidanzata Judy nel 1972.
Nel 1972, Leon Wilkeson rimpiazzò Larry Junstrom al basso. Wilkeson se ne andò appena prima dell'inizio delle registrazioni del primo album. Il chitarrista degli Strawberry Alarm Clock, Ed King, fu chiamato a rimpiazzarlo. 
Il gruppo, con 7 componenti, adottò la forma ortografica più nota, poco prima della pubblicazione dell'album, intitolato appunto (Pronounced 'Lĕh-'nérd 'Skin-'nérd). Album prodotto dal musicista Al Kooper, come i due successivi.
Quando l'album fu completato, Van Zant informò King che lo considerava il peggior bassista che egli avesse mai sentito. Per questo suggerì lo spostamento di King alla chitarra, così da poter riprodurre dal vivo il suono a tre chitarre adottato in studio. Cosa che divenne ben presto la caratteristica distintiva del gruppo.
Il produttore Al Kooper rimase impressionato dalla band, che già allora si chiamava Lynyrd Skynyrd, durante una performance nel 1972 in un club di Atlanta chiamato "Funocchio's" e li mise sotto contratto per la MCA Records. Egli produsse il primo album del 1973 (Pronounced 'Lĕh-'nérd 'Skin-'nérd) che conteneva Free Bird, un tributo a Duane Allman degli The Allman Brothers Band da poco deceduto. Il disco fu pubblicato il 13 agosto 1973 senza però la partecipazione completa di Leon Wilkeson (egli infatti aveva lasciato la band poco prima della registrazione dell'album, ma tornò poco dopo su invito di Van Zant, ed è infatti raffigurato sulla copertina del disco) sostituito momentaneamente dal chitarrista dei Strawberry Alarm Clock, Ed King che suonò le partiture di basso e chitarra in alcune canzoni. Free Bird fu trasmesso dalle radio nazionali arrivando fin alla posizione 19 della classifica Billboard Hot 100 diventando un'icona rock. Curiosità vuole che la canzone sia diventata causa e oggetto di un tipico cliché del rock and roll, cioè urlare il nome della canzone che si vuole sentire.
Lo zoccolo duro dei fan continuò a crescere rapidamente durante il 1973, anche grazie al fatto di avere fatto da apertura ai The Who durante il tour americano di Quadrophenia. Durante uno di questi show, al Cow Palace in California, Gli Who si rifiutarono di salire sul palco dopo i Lynyrd Skynyrd perché la folla continuava a chiamarli a gran voce. Il secondo album del 1974 Second Helping, coincise con l'esplosione della band. Il singolo Sweet Home Alabama (numero 8 in classifica nell'agosto 1974) nacque come risposta ad Alabama e Southern Man di Neil Young. In risposta alla risposta, Warren Zevon registrò il pezzo Play It All Night Long. Tuttavia la convinzione che Van Zant e Young fossero reciprocamente ostili, per quanto diffusa, era falsa; entrambi apprezzavano la musica dell'altro e parlarono spesso di collaborare insieme. Young eseguì canzoni dei Lynyrd Skynyrd nei propri concerti e durante il concerto tributo a Van Zant. Second Helping arrivò al numero 12 delle classifiche e fu più volte disco di platino. Il gruppo andò in tour nel Regno Unito nel 1975 (insieme ai Golden Earring) e nel 1976 (con i The Rolling Stones).

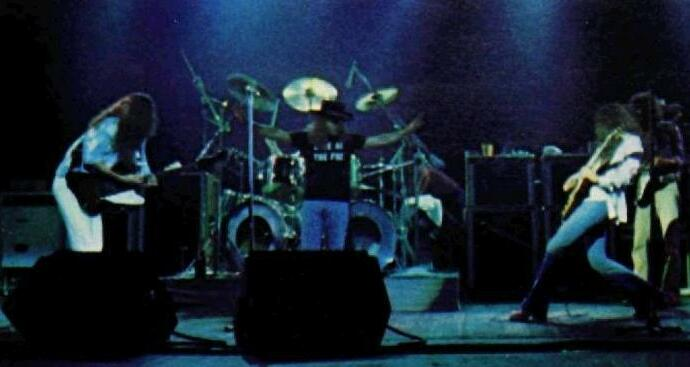
I Lynyrd Skynyrd, nel 1976, che si esibiscono con il singolo Free Bird

Nel luglio del 1974 i Lynyrd Skynyrd furono il gruppo di cartello del Ozark Music Festival, che alcune stime definirono uno degli eventi rock più grandi della storia, con un pubblico di 350.000 persone.
Nel 1975, King e Burns lasciarono la band, e Burns venne rimpiazzato da Artimus Pyle. Il primo album della nuova formazione Nuthin' Fancy divenne il loro primo disco ad entrare nei Top Ten. Forte di un successo come Saturday Night Special (n. 27 della classifica di Billboard). Gimme Back My Bullets seguì nel 1976 senza però ottenere lo stesso successo dei due precedenti dischi, conseguenza del quale fu il licenziamento di Kooper. Nel dicembre del 1975 Leslie Hawkins, Cassie Gaines e JoJo Billingsley si unirono al gruppo. Il chitarrista Steve Gaines, fratello della corista Cassie Gaines, rimpiazzò King nel 1976, proprio in tempo per registrare il doppio dal vivo One More from the Road, secondo lavoro ad entrare nei primi dieci in classifica.
Il sesto album degli Skynyrd, Street Survivors, fu pubblicato il 17 ottobre del 1977. Sarà l'ultimo lavoro della formazione originale.

#### L'incidente aereo e lo scioglimento

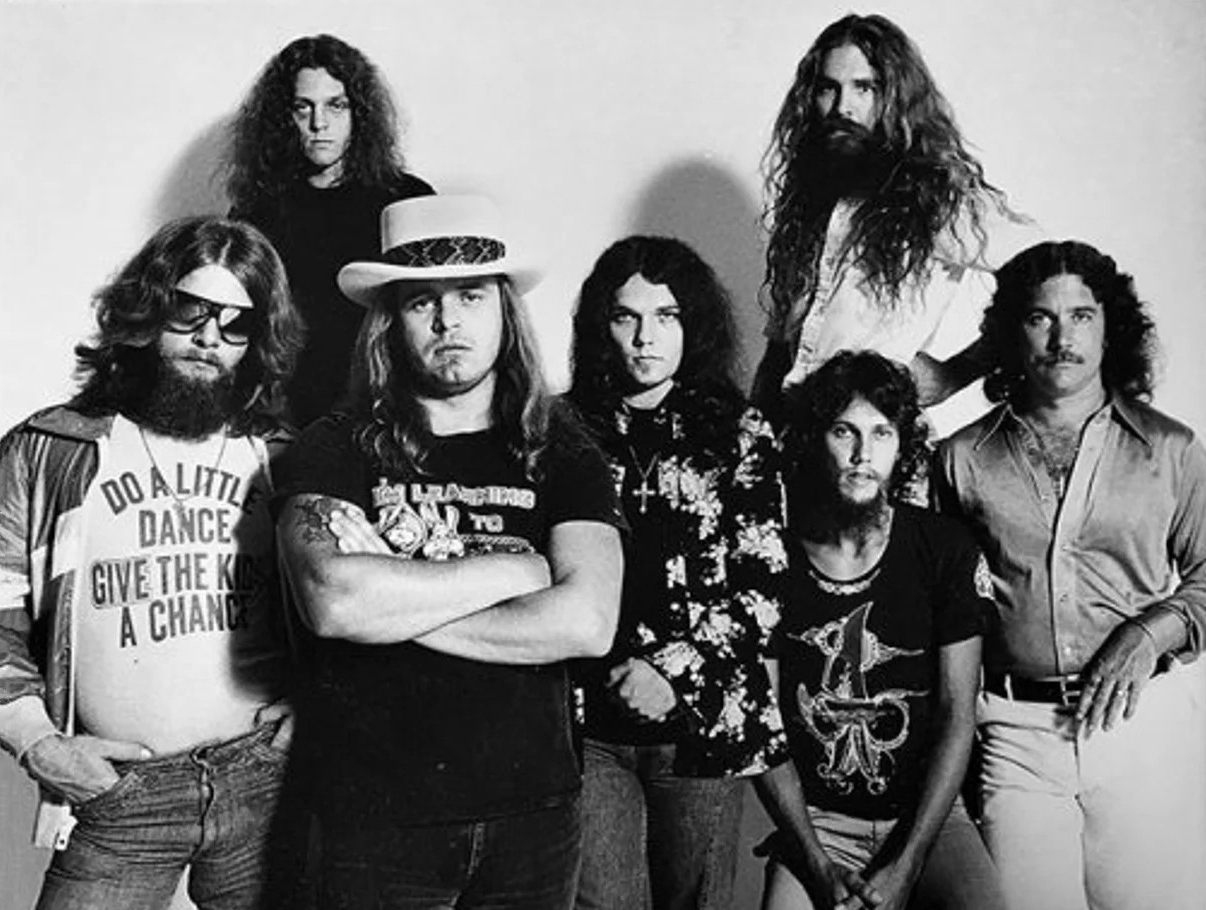
I Lynyrd Skynyrd nel 1977

La leggenda dei Lynyrd Skynyrd subisce un durissimo colpo a causa di un incidente aereo il 20 ottobre 1977, tre giorni dopo l'uscita di Street Survivors. Un volo charter che stava portando la band a Baton Rouge (Louisiana) per una data del tour, a causa di problemi di carburante, si schiantò in una palude vicino a Gillsburg (Mississippi). L'impatto uccise sul colpo il chitarrista e cantante Steve Gaines, la corista Cassie Gaines, sorella di Steve, l'assistente all'organizzazione del tour Dean Kilpatrick, il pilota Walter McCreary e il co-pilota William Gray. Il cantante Ronnie Van Zant, sbalzato fuori dal velivolo a causa della violenza dell'impatto con il terreno, morì poco dopo l'incidente a causa delle gravissime ferite riportate.
Gli altri membri della band restarono feriti, anche in modo molto serio. Allen Collins subì la rottura di una vertebra cervicale e sia Collins che Leon Wilkeson rischiarono l'amputazione di un arto, Leon ebbe numerose lesioni interne e un polmone perforato. Gary Rossington si ruppe un piede ed un braccio, e rischiò di vedersi amputato quest'ultimo a causa di una paralisi, poi fortunatamente recuperata del tutto. Leslie Hawkins si ruppe il collo in tre punti ed ebbe il viso sfigurato da gravi lacerazioni.
Intanto Street Survivors fu il secondo album della band ad arrivare al disco di platino, arrivando al numero 5 della classifica statunitense. Il singolo What's Your Name raggiunse il numero 13 della classifica nel gennaio 1978. La copertina originale era caratterizzata da una fotografia della band, in particolare Steve Gaines, avvolto dalle fiamme. In segno di rispetto per i defunti (e su richiesta di Teresa Gaines, la vedova di Steve), la MCA Records ritirò la copertina originale e lo sostituì con un'immagine simile della band davanti a un semplice sfondo nero. Trent'anni più tardi, per la versione deluxe di Street Survivors, la versione originale della copertina fu restaurata e distribuita nuovamente.
I Lynyrd Skynyrd si sciolsero dopo la tragedia aerea, riunendosi una sola volta per eseguire una versione strumentale di Free Bird nel gennaio 1979. Collins, Rossington, Powell e Pyle eseguirono la canzone con Charlie Daniels e membri della sua band. Leon Wilkeson, che era ancora in fase di fisioterapia per il braccio sinistro malamente rotto, era presente, insieme a Judy Van Zant, Teresa Gaines, JoJo Billingsley e Leslie Hawkins.

### Intervallo (1977-1986)
Rossington e Collins formarono The Rossington-Collins Band tra il 1980 e il 1982, evitando i contatti con Johnny Van Zant per evitare di suscitare sospetti sul ritorno della band, con due album all'attivo. Pyle varò il progetto The Artimus Pyle Band nel 1982. Collins fondò la The Allen Collins Band. Ma la tragedia era ancora dietro l'angolo e nel 1986 Collins si schiantò con la propria auto, che stava guidando in stato di ebbrezza, uccidendo la sua fidanzata sul colpo e restando del tutto paralizzato dalla vita in giù.

### Lareunion(1987-oggi)
Rossington, Powell, King e Wilkeson decidono di rimettere insieme il gruppo nel 1987, insieme al fratello minore di Van Zant, Johnny Van Zant che assume il ruolo di cantante e di principale compositore dei pezzi. Le condizioni di Collins gli permettono di partecipare al progetto solo come direttore artistico.
La riunione della band in origine doveva essere soltanto un tributo alla formazione originale, fotografato in un doppio album Southern By The Grace Of God/Lynyrd Skynyrd Tribute Tour - 1987, ma la reazione positiva dei fan andò oltre ogni aspettativa e questo spinse la band a restare unita e a scrivere nuovi pezzi. Il fato è ancora avverso agli Skynyrd: Collins viene colpito da una grave polmonite nel 1989 ed il 23 gennaio 1990 muore nella sua casa di Jacksonville.
I "nuovi" Lynyrd Skynyrd hanno però continuato a incidere dischi (nove in studio, da quando è avvenuto l'incidente nel '77 ad oggi) e a suonare dal vivo, pur tra innumerevoli cambi di formazione.

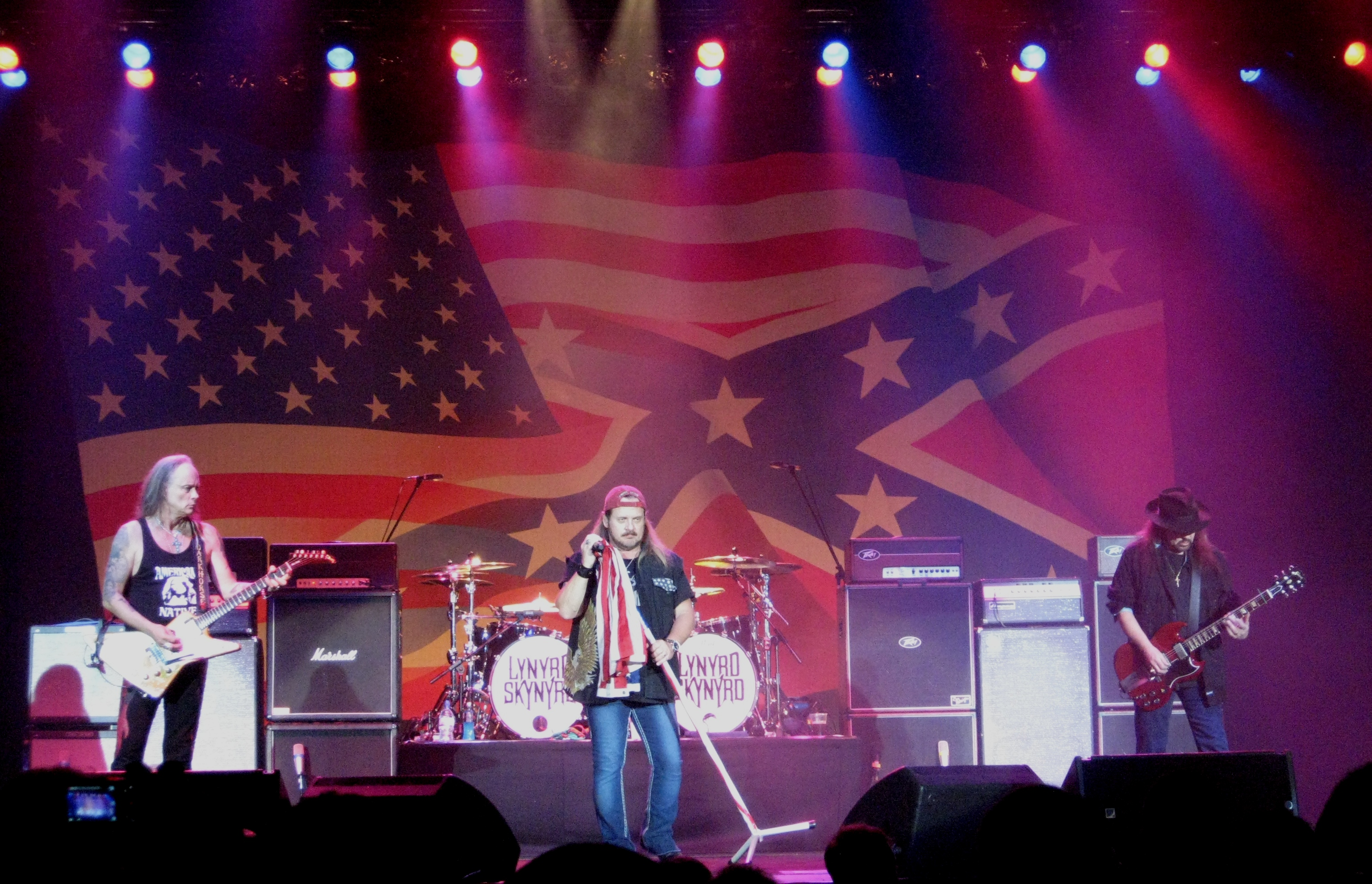
Il gruppo si esibisce a Cardiff, in un concerto del 2010

Nel 1996, rientra in formazione Rickey Medlocke (ex membro dei Blackfoot, altra grandiosa band di southern rock), che aveva fatto parte degli Skynyrds nel biennio 1970-1971 (ed infatti, era apparso nell'antologia postuma intitolata Skynyrd's First and... Last che raccoglieva brani inediti registrati precedentemente all'uscita del primo album).
Nel 2000 esce Christmas Time Again, primo album natalizio del gruppo.
Leon Wilkeson, bassista degli Skynyrd sin dal 1972, muore per problemi renali ed epatici il 27 luglio del 2001.

Il 28 novembre 2005 la Rock and Roll Hall of Fame annuncia che i Lynyrd Skynyrd saranno i prossimi a fare il loro ingresso insieme a Black Sabbath, Blondie, Miles Davis e Sex Pistols. La cerimonia si è svolta al Waldorf Astoria Hotel a Manhattan il 13 marzo 2006. I Lynyrd Skynyrd erano già stati nominati 7 volte in precedenza.

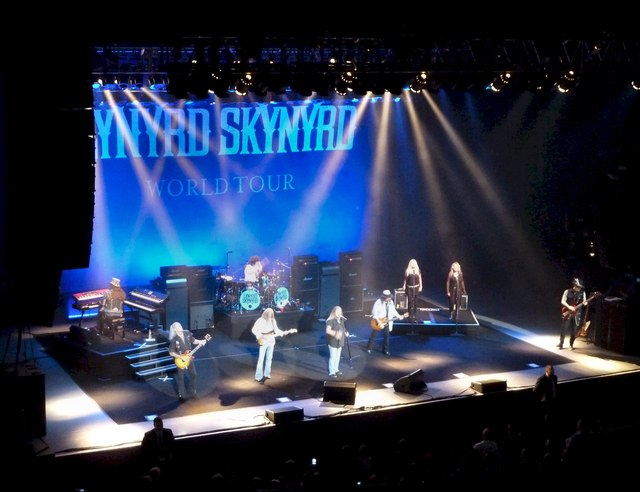
I Lynyrd Skynyrd nel 2012

Nell'arco dei successivi tre anni, i Lynyrd Skynyrd perdono 3 membri:
- il chitarrista Hughie Thomasson, "prestato" per tanto tempo dagli Outlaws ai Lynyrd, forse il miglior chitarrista interprete "dall'esterno" del sound della band, muore per attacco cardiaco nel settembre 2007, a soli 55 anni;
- il 28 gennaio 2009, uno dei membri storici della band, il tastierista Billy Powell[18], decede a causa di un attacco cardiaco[19];
- il 7 maggio 2009 muore di cancro il bassista Donald Evans, detto Ean, 48 anni, che aveva sostituito nel 2001 lo scomparso Leon Wilkeson.

La sfortuna sembra colpire anche gli ex membri giacché, sempre per un cancro, il 24 giugno 2010 muore Jojo Billingsley, ex corista del gruppo.
Negli anni 2010, il gruppo ha preso parte a numerose tournée in giro per il mondo, esibendosi anche in Europa. Nel 2012 invece rilasciano quello che, ad oggi, è il loro quattordicesimo ed ultimo album in studio, Last of a Dyin' Breed
Il 22 agosto 2018 Ed King muore all'età di 68 anni a causa di un cancro che stava combattendo da tempo nella sua casa di Nashville in Tennessee.
La vedova di Ronnie Van Zant, Judy, tiene viva l'eredità del marito gestendo uno dei locali di musica dal vivo più importanti di Jacksonville, il Freebird Live, ad un solo isolato dall'oceano a Jacksonville Beach (Florida).
Dopo la morte avvenuta il 5 marzo del 2023 di Gary Rossington, unico membro della formazione originale rimasto, la band annuncia che il progetto proseguirà anche per volontà degli eredi dei membri della band deceduti.
Al 2024, la band persegue la propria attività concertistica.

## Discografia

### Album in studio
- 1973 – (Pronounced 'Lĕh-'nérd 'Skin-'nérd)
- 1974 – Second Helping
- 1975 – Nuthin' Fancy
- 1976 – Gimme Back My Bullets
- 1977 – Street Survivors
- 1991 – Lynyrd Skynyrd 1991
- 1993 – The Last Rebel
- 1994 – Endangered Species
- 1997 – Twenty
- 1999 – Edge of Forever
- 2000 – Christmas Time Again
- 2003 – Vicious Cycle
- 2009 – God & Guns
- 2012 – Last of a Dyin' Breed

## Formazione
Il gruppo, a partire dal 1964 fino ad oggi, ha avuto un totale di 28 membri ufficiali e altri numerosi musicisti di supporto.

### Formazione attuale

#### Membri ufficiali
- Johnny Van Zant – voce (1987–oggi)
- Rickey Medlocke – chitarra, voce, mandolino (1971–1972; 1996–oggi)
- Michael Cartellone – batteria (1999–oggi)
- Peter Keys – tastiera (2009–oggi)
- Keith Christopher – basso (2017–oggi)
- Mark Matejka – chitarra, voce (2006–oggi)

#### Band di supporto
- Damon Johnson – chitarra (2021–oggi)
- Dale Krantz-Rossington – voce (1987–oggi)
- Carol Chase – voce (1996–oggi)
- Stacy Michelle – voce (2021–oggi)

### Membri passati

#### Membri fondatori
- Ronnie Van Zant - voce (1964-1977)
- Gary Rossington - chitarra (1964 - 2023)
- Bob Burns - batteria (1964-1970, 1972-1974)
- Larry Junstrom - basso (1964-1970)
- Allen Collins - chitarra (1964-1990)

#### Altri membri ufficiali
- Greg T. Walker - basso (1970-1971)
- Leon Wilkeson - basso, cori (1972-1973, 1973-1977, 1987-2001)
- Ean Evans - basso, cori (2001-2009)
- Steve Gaines - chitarre, cori (1976-1977)
- Randall Hall - chitarre, cori (1987-1993)
- Ed King - chitarre, basso, cori (1972-1975, 1987-1996)
- Mike Estes - chitarre (1993-1996)
- Hughie Thomasson - chitarre, cori (1996-2005)
- Billy Powell - tastiere (1972-1977, 1987-2009)
- Artimus Pyle - batteria, percussioni (1974-1977, 1987-1991)
- Kurt Custer - batteria, percussioni (1991-1994)
- Owen Hale - batteria, percussioni (1994-1998)
- Jeff McAllister - batteria (1998-1999)
- Kenny Aronoff - batteria (1999)
- Leslie Hawkins - cori (1975-1977)
- Robert Kearn - basso, cori (2009 - 2012)
- Johnny Colt - basso (2012 - 2017)

#### Band di supporto passata
Cassie Gaines - cori (1975-1977)
JoJo Billingsley - cori (1975-1977)

## I concerti
Fin dagli albori, il gruppo è sempre stato costantemente in tournée e, anche dopo la morte di Ronnie Van Zant e altri membri del gruppo avvenuta nel 1977, i concerti sono sempre stati un punto cardine per la perpetua popolarità dei Lynyrd Skynyrd.
Il più grande concerto della band è stato quello tenutosi nella città di Knebworth nel 1976, che ha visto la presenza di oltre 150.000 persone. Del concerto sono stati pubblicati anche un CD ed un DVD dal titolo “Live At Knebworth '76"; il disco è uscito nel 2021.

### Tournée
- Pronounced 'Lĕh-'nérd 'Skin-'nérd Tour (1973)
- Second Helping Tour (1974)
- Nuthin' Fancy Tour (1974–1975)
- Gimme Back My Bullets Tour (1975–1976)
- One More from the Road Tour (1976)
- Street Survivors Tour (1977)
- Lynyrd Skynyrd Tribute Tour (1987–1988)
- Lynyrd Skynyrd 1991 Tour (1991–1992)
- The Last Rebel Tour (1992–1996)
- Lynyrd Skynyrd Twenty Tour (1997–1998)
- Edge of Forever Tour (1999–2002)
- Rowdy Frynds Tour (2007)
- Vicious Cycle Tour (2003–2009)
- God & Guns Tour (2009–2012)
- Rebels and Bandoleros Tour (2011)
- Lynyrd Skynyrd 2016 North American Tour (2016)
- The Last of the Street Survivors Farewell Tour/Big Wheels Keep On Turning Tour (2018–2023)
- Sharp Dressed Simple Man Tour (2023-2024) con ZZ Top

## Il riconoscimento tardivo

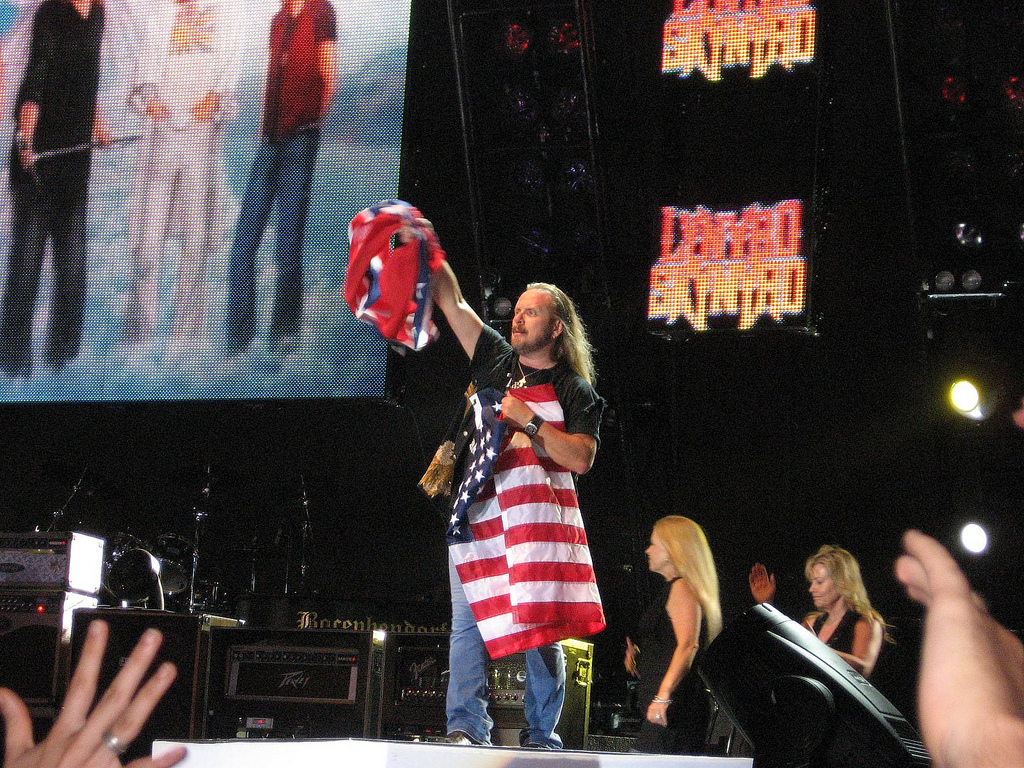
Johnny Van Zant che tiene in mano la bandiera statunitense e quella confederata, in un concerto a New Brockton, in Alabama, il 7 giugno 2008

I fan dei Lynyrd Skynyrd si sono spesso lamentati del fatto che la band sia stata a lungo ignorata dalla Rock and Roll Hall of Fame, salvo poi essere inseriti nel 2006.

La bandiera militare Confederata, usata parecchio dal gruppo e dai loro fan.

Qualcuno sostiene che la causa sia da ricercarsi nella controversa immagine sudista, che ha come simbolo la bandiera Confederata, considerata da molti razzista. Bisogna però sottolineare che la bandiera in questione è stata usata anche da molti altri artisti provenienti dal sud degli USA, tra cui Elvis Presley e Dolly Parton, e che la spinta conservatrice sembra più dovuta alla "nuova gestione" di Johnny.
Per favorire l'ingresso della band nella Hall of Fame, nel febbraio 2005 il cantante Charlie Daniels pubblicò una lettera on-line accompagnata da una petizione diretta, chiedendo ai fan di firmarla per sostenerla. Paradossalmente, la canzone Free Bird fa parte della lista delle "500 canzoni che hanno rivoluzionato il rock" stilata nel 2010 proprio dalla Rock and Roll Hall of Fame.

## Idee politiche e sociali

### Religione
La band, in tutte le sue formazioni, ha sempre avuto una forte impronta religiosa. Diversi brani del gruppo citano infatti Dio o le sacre scritture (basti vedere il testo del successo Free Bird).
L'attuale leader Donnie Van Zant è un cristiano evangelico praticante. Gary Rossington, chitarrista della band dal 1964 fino alla morte avvenuta nel 2023, è stato uno dei membri più religiosi del gruppo: ha infatti affermato nel corso di un'intervista del 2017 che "Se più gente tornasse a essere religiosa, vivremmo tutti in un mondo migliore".

### Politica

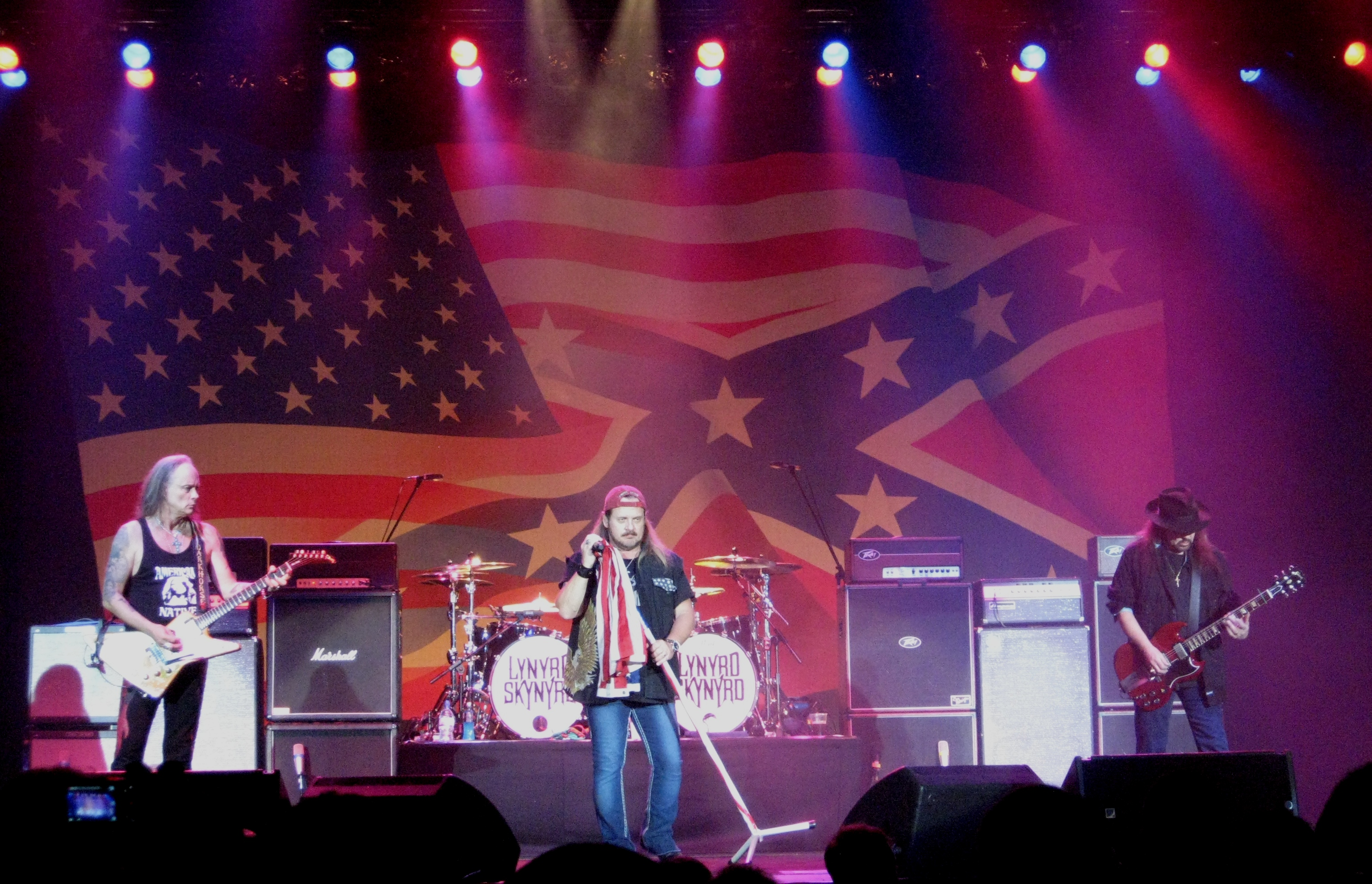
Esibizione dei Lynyrd Skynyrd, dietro al gruppo è presente la bandiera confederata

Sin dai primi album pubblicati, con brani come The Ballad of Curtis Loew, la band testimonia una profonda sensibilità e apertura sui temi razziali e in nessun caso, attraverso testi o comportamenti, la band "originale" ha mai lanciato alcun messaggio di intolleranza o di schieramento politico esplicito. L'impressione quindi è che lo stile musicale originale fosse rivolto alla suggestione nostalgica di un'America d'altri tempi, interpretabile come conservatorismo con gli occhi di oggi.
Al contrario la nuova formazione dei Lynyrd Skynyrd ha continuato a glorificare la loro immagine di conservatori "redneck", scegliendo per esempio di suonare per la convention Repubblicana del 2004 e utilizzando sul palco proiezioni in cui la bandiera confederata si sovrappone e copre la bandiera statunitense. Spesso prima di Sweet Home Alabama viene suonato L'inizio di God Save the South, l'inno confederato. Molti fan si presentano ai concerti avvolti nella bandiera Confederata.
Nel 2012 il gruppo ha smesso di commercializzare durante i propri concerti e sul sito ufficiale qualsiasi oggetto contenente della bandiera confederata, rimpiazzandola con quella statunitense. Secondo una dichiarazione del gruppo la scelta è stata presa perché "in fondo siamo tutti americani".

### Controllo delle armi
Molti brani del gruppo trattano il secondo emendamento e, più in generale, la tematica del possesso delle armi (molto sentita dagli statunitensi poiché parte integrante della loro tradizione). In alcuni brani, come Saturday Night Special, viene denunciata l'eccessiva presenza di armi di piccola taglia facilmente tascabili (la Saturday Night Special, era infatti una pistola tascabile molto in voga negli anni' 70 a causa della potenza che sprigionava a dispetto dell'irrisoria grandezza).